# Iso-indool
Iso-indool is een heterocyclische aromatische verbinding met als brutoformule C8H6O. Het is een structuurisomeer van indool en de gereduceerde vorm van iso-indoline.

## Eigenschappen
Iso-indool is komt in een oplossing voor als twee tautomere vormen, waarvan de volledig aromatische structuur dominant is:
De linker, minder voorkomende structuur kan opgevat worden als een aromatisch imine.

## Derivaten
Iso-indool komt voor als structureel fragment in ftalocyanine en overige daarvan afgeleide kleurstoffen. Ook ftaalimide kan gezien worden als een derivaat van iso-indool.